# Laia Aleixandri
Laia Aleixandri López (* 25. August 2000 in Santa Coloma de Gramenet) ist eine spanische Fußballspielerin. Sie steht seit dem 16. Juni 2025 wieder beim FC Barcelona unter Vertrag und spielt seit 2019 für die spanische Nationalmannschaft.

## Karriere

### Vereine
Laia Aleixandri spielte in ihrer Jugend für die Vereine Arrabal Calaf und Sant Gabriel, ehe sie ab 2012 die Jugendakademie des FC Barcelona besuchte. Ab 2015 spielte sie dann für die B-Mannschaft des FC Barcelona, ehe sie im Sommer 2017 zu Atlético Madrid wechselte. Sie spielte von Juli 2022 bis 2025 für Manchester City. Inzwischen spielt sie wieder in der Frauenmannschaft des FC Barcelona.

### Nationalmannschaft
Aleixandri spielte zunächst für die spanische U-17-Mannschaft, U-19-Mannschaft und U-20-Mannschaft. Dabei nahm sie auch an der U-17-Fußball-Europameisterschaft der Frauen 2015, der U-17-Fußball-Weltmeisterschaft der Frauen 2016, der U-20-Fußball-Weltmeisterschaft der Frauen 2018 und der U-19-Fußball-Europameisterschaft der Frauen 2019 teil. Bei einem Spiel gegen Kamerun am 17. Mai 2019 kam sie erstmals für die Nationalmannschaft zum Einsatz. In diesem Spiel erzielte sie auch direkt ihr erstes Tor für die Nationalmannschaft. Im Jahr 2020 wurde Aleixandri von der UEFA als eine der zehn vielversprechendsten Spielerinnen für das Jahr 2020 bezeichnet. Bei der Fußball-Europameisterschaft der Frauen 2022 kam sie in allen vier Spielen zum Einsatz, wobei sie dreimal eingewechselt wurde und einmal von Beginn an spielte.